# Parco nazionale del Wattenmeer della Bassa Sassonia
Il parco nazionale del Wattenmeer della Bassa Sassonia(in tedesco: Nationalpark Niedersächsisches Wattenmeer) è un parco nazionale situato in Bassa Sassonia, in Germania. Si trova nella porzione di Mare del Nord detta Mare dei Wadden, protetta da vari parchi nazionali sia in Germania che nei Paesi Bassi e Danimarca e tutelata come Patrimonio dell'umanità dall'UNESCO.